# Max Prodinger

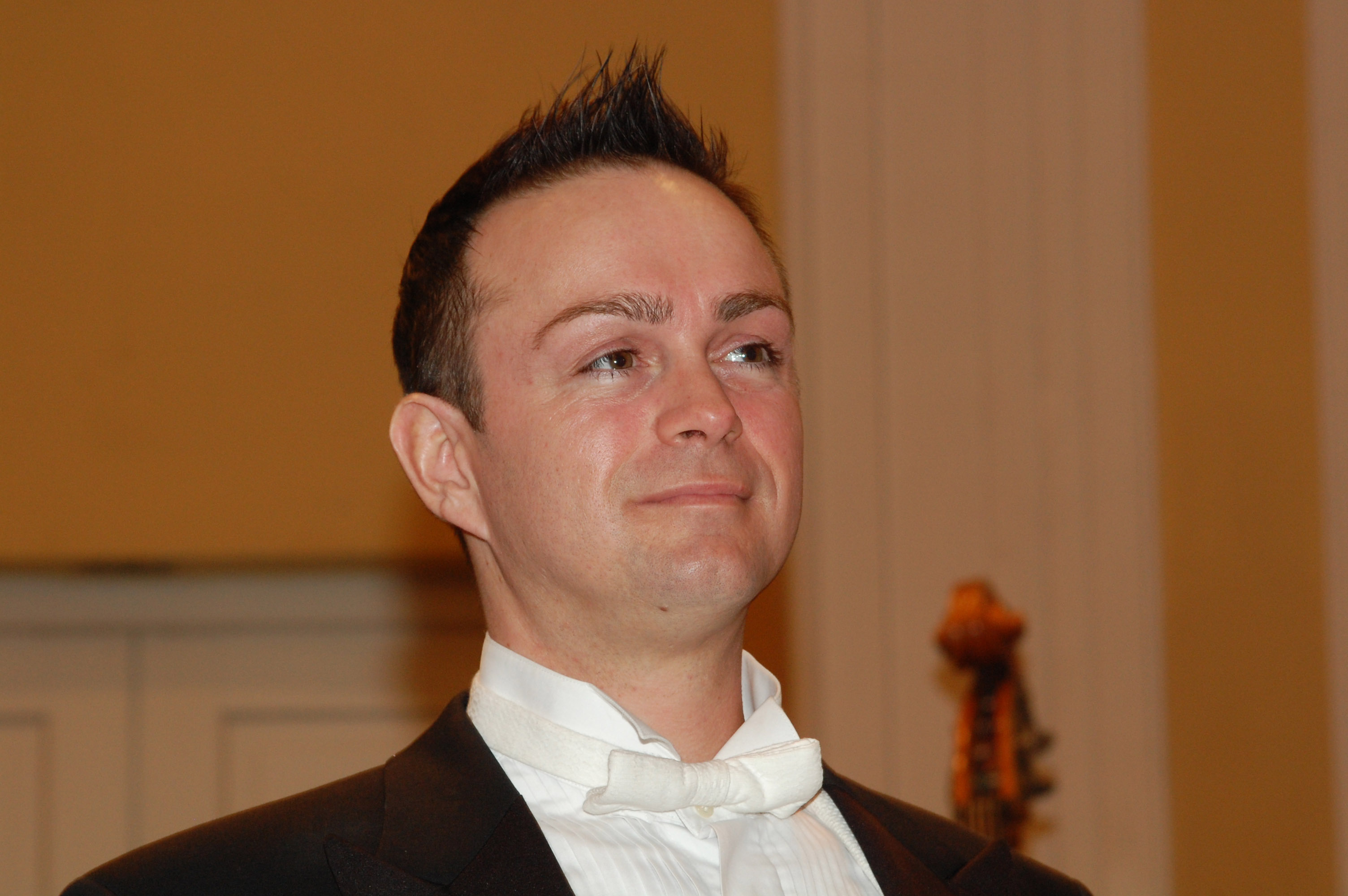
Max Prodinger

Max Prodinger (* 1976 in Tamsweg, Salzburg) ist ein österreichischer Opernsänger (Tenor).      

## Leben
Seit seiner Kindheit musizierte Markus Max Prodinger im Rahmen der Familienmusik, im Alter von elf Jahren nahm er erstmals Orgelunterricht bei der örtlichen Kirchenorganistin. Seine Begeisterung zum Gesang entdeckte er in der Schulzeit bei seinem Musiklehrer Peter Grießner, der das Vokalensemble „Young Voices“ leitete. In dieser Formation sang Prodinger erste Solopartien. Er absolvierte später ein Studium für Gesang erst an der Hamburger Stage School (Musical), später studierte er an der Universität Mozarteum (Operngesang). Neben seinem Studium der Künste absolvierte er auch ein Magisterstudium in Wirtschaftswissenschaften an der Fachhochschule Salzburg. 
Seit 2017 studiert er postgraduell bei Hermine Haselböck-Litassy an der Kunstuniversität Graz.
Im Rahmen seiner internationalen Konzerttätigkeit bereiste Prodinger 25 Länder und sang zahlreiche Partien im Bereich Musiktheater. Im Jahr 2008 absolvierte er über 100 Konzertauftritte auf Tourneen durch Irland, Indien, Italien und die Vereinigten Arabischen Emirate.
2004 trat Max Prodinger als Lord Latimer in Prince Edward im Rahmen der Salzburger Festspiele sowie 2008 in der Matthäus-Passion mit Gustav Kuhn in Bozen und in Trento auf. Er absolvierte Meisterklassen mit William Mason, Richard Miller, Gudrun Volkert, Linda Balliro, Lilian Sukis und Heather Hartinger sowie ein Studium für klassischen Operngesang. Seine Professorin und Mentorin ist die Sopranistin Horiana Brănișteanu. Max Prodinger arbeitet als freischaffender Künstler und gastiert an Opernhäusern, Theatern und bei Festivals. Im Jahr 2011 ging er mit dem Ensemble „SENTO“ auf Welttournee. In der ARD trat er bei der Eurovisionsaufzeichnung der Sendung „Das Große Wunschkonzert der Operette“ als Solist auf.
Im Oktober 2012 gewann er den Silver Award der „International NTDTV Vocal Competition“ in der Carnegie Hall in New York. Im Februar 2013 war er 1a-Finalist beim Wettbewerb „OMEGA Musica Opera Italiana“ in Florenz und gewann als bester männlicher Sänger den Ehrenpreis der Jury sowie ein Engagement am Teatro Goldoni in Livorno. Im Juni 2013 sang er beim „Opernfestival Chiemgau“ auf Gut Immling die Wagner-Partien Siegfried und Siegmund in der Kinderoper Das Geheimnis des Ringes unter dem Dirigat von Cornelia von Kerssenbrock und der Regie von Ludwig Baumann; außerdem sang er 2013 dort die Rolle des Normanno in Lucia di Lammermoor. Im August 2013 gewann er den Konzertpreis „Grandi Voci“ in Salzburg im Rahmen des „Oper im Berg Festivals“ unter der Schirmherrschaft von Kammersängerin Grace Bumbry. Im September 2013 erfolgte die Nominierung und Einladung zu den „Paris Opera Awards 2014“ in die Pariser Oper. Im März 2014 hatte Prodingers Musikprojekt TRIONORE, ein Musik-Trio mit Tenor, im Restaurant Stadtwirt in Salzburg Premiere. Im April 2015 debütierte er in einer Produktion des freien Ensembles „Opera Incognita“  in München im Hubertussaal von Schloss Nymphenburg als Canio in der Oper I Pagliacci. Im August 2017 sang er die Tenor-Solo-Partie in Verdis Messa da Requiem bei den Ötigheimer Volksschauspielen mit dem ORSO-Symphonieorchester unter der Leitung von Wolfgang Roese. Mit demselben Orchester debütierte er im Januar 2018 in der Berliner Philharmonie. Im April 2019 sang er zum 20-jährigen Jubiläum beim internationalen Festival „Sacrum in Musica“ in Bielsko-Biała das Tenor-Solo in Mozarts Krönungsmesse. Im November 2019 eröffnete er zusammen mit der Sopranistin Corinna Ruba den 3. Bayerischen Opernball am Tegernsee.